# Indotritia aspera
Indotritia aspera är en kvalsterart som beskrevs av Wojciech Niedbała 2000. Indotritia aspera ingår i släktet Indotritia och familjen Oribotritiidae. Inga underarter finns listade i Catalogue of Life.